# Siegmund von Benigni
Siegmund Josef Thomas Heinrich Ludwig Graf von Benigni od Müldenberga (Rijeka, 15. siječnja 1855. – Graz, 23. listopada 1922.) je bio austrougarski general i vojni zapovjednik. Tijekom Prvog svjetskog rata zapovijedao je 54. i 15. pješačkom divizijom, te VIII. korpusom na Istočnom bojištu.

## Vojna karijera
Siegmund von Benigni je rođen 15. siječnja 1855. u Rijeci. Sin je Heinricha von Benignija i Adelheide Spernoge. Nakon završetka vojne akademije od 1883. s činom poručnika služi u 1. pješačkoj pukovniji u Olomoucu. Od 1880. godine služi u Glavnom stožeru, te potom u stožeru 32. pješačke brigade u Hermannstadtu. Godine 1882. promaknut je u satnika, čin bojnika dostigao je 1893. godine, dok je u potpukovnika unaprijeđen 1898. godine. 
Od 1898. obnaša dužnost ravnatelja Kadetske vojne škole u Bratislavi, nakon čega od 1902. zapovijeda 19. pješačkom pukovnijom. U međuvremenu je, 1901., promaknut u čin pukovnika. Od 1904. godine zapovijeda 2. bosanskom pješačkom pukovnijom, dok u travnju 1907. postaje zapovjednikom 19. pješačke brigade kojom zapovijeda do kolovoza te godine kada preuzima zapovjedništvo nad 2. brdskom brigadom smještenom u Trebinju. U studenom 1907. unaprijeđen je u čin general bojnika, da bi krajem listopada 1911. bio promaknut u podmaršala, nakon čega je stavljen na raspolaganje.

## Prvi svjetski rat
Na početku Prvog svjetskog rata Benigni je reaktiviran, te mu je u siječnju 1915. dodijeljeno zapovjedništvo nad 54. pješačkom divizijom s kojom u sklopu Armijske grupe Pflanzer-Baltin sudjeluje u Karpatskim ofenzivama. Navedenom divizijom zapovijeda do lipnja 1915. kada preuzima zapovjedništvo nad 15. pješačkom divizijom. Zapovijedajući navedenom divizijom koja se nalazila u sastavu 7. armije pod zapovjedništvom Karla von Pflanzer-Baltina, sudjeluje u uspješnoj ofenzivi Gorlice-Tarnow. Tijekom navedene ofenzive u srpnju 1915. dobiva zapovjedništvo nad korpusom koji je nazvan Korpus Benigni. U rujnu 1915. promaknut je u čin generala topništva.
Korpusom Benigni zapovijeda do srpnja 1916. kada je korpus tijekom Brusilovljeve ofenzive preimenovan u VIII. korpus. S navedenim korpusom sudjeluje u zaustavljanju Brusilovljeve ofenzive, te u ljeto iduće 1917. godine Kerenskijeve ofenzive. U kolovozu 1917. dodijeljen mu je plemićki naslov grofa. S VIII. korpusom Benigni zapovijeda do ožujka 1918. godine kada postaje vojnim zapovjednikom Krakowa, te zapovjednikom Glavnog zapovjedništva 1 s kojim sudjeluje u okupaciji Ukrajine.

## Poslije rata
Nakon završetka rata Benigni je umirovljen. Preminuo je 23. listopada 1922. u 67. godini života u Grazu gdje je i pokopan. Bio je oženjen s Olgom Schemel von Kühnritt s kojom je imao dva sina.

## Vanjske poveznice
(eng.) Siegmund von Benigni na stranici Oocities.org

(njem.) Siegmund von Benigni na stranici Weltkriege.at

(njem.) Siegmund von Benigni na stranici Biographien.ac.at